# Quinn Hughes
Quinn Hughes (Orlando, Florida, 14 de octubre de 1999) apodado Quinny, Quinner, Q o Q Ball, entre otros; es un jugador profesional estadounidense de hockey sobre hielo que se desempeña en la posición de defensor izquierdo en Vancouver Canucks, equipo de la National Hockey League (NHL).

## Carrera
Fue seleccionado en la primera ronda en la NHL Entry Draft de 2018. Hizo su debut profesional con el equipo Vancouver Canucks, donde lleva jugando seis temporadas.